# Apple Lossless
（縮寫為）為蘋果公司推出的無損音頻壓縮編碼格式，可將非壓縮音頻格式（WAV、AIFF）壓縮至原先容量的40%至60%左右，編解碼速度很快。也因為是無損壓縮，聽起來與原檔案完全一樣，不會因解壓縮和壓縮而改變。
ALAC与MP3的主要区别在于编码过程中，MP3会取消小部分高频及低频部分的音频数据，而ALAC则会如实记录，不会删除音频中任何细节数据。由于资料无损，ALAC音频文件大小会比MP3大，通常每片音乐CD（约70至80分钟）经ALAC编码后，音频文件大小约300MB。
它是在2004年4月28日公佈的iTunes4.5和QuickTime6.5.1的其中一部份。
ALAC的编码器已于2011年10月26日以Apache License为协议公布源代码。
Apple Music中的Lossless Audio使用ALAC編碼技術。

## 外部連結
- iTunes - Apple（页面存档备份，存于）（英文）
- iTunes - Apple (中国)（页面存档备份，存于）（简体中文）
- iTunes - Apple (台灣)（页面存档备份，存于）（繁體中文）
- ALAC Decoder (crazney.net)
- Apple Lossless decoder (RareWares)（页面存档备份，存于）